# Eyprepocprifas
Eyprepocprifas is een geslacht van rechtvleugeligen uit de familie veldsprinkhanen (Acrididae). De wetenschappelijke naam van dit geslacht is voor het eerst geldig gepubliceerd in 1982 door Donskoff.

## Soorten
Het geslacht Eyprepocprifas  is monotypisch en omvat slechts de volgende soort:
- Eyprepocprifas insularis (Donskoff, 1982)